# Tetramolopium capillare
Tetramolopium capillare là một loài thực vật có hoa trong họ Cúc. Loài này được (Gaudich.) H.St.John miêu tả khoa học đầu tiên năm 1965.